# Kirby and the Forgotten Land
Kirby and the Forgotten Land (星のカービィ　ディスカバリー, Hoshi no Kābī Disukabarī, lit. "Kirby de les Estrelles: Descobriment"), localitzat al castellà d'Espanya com a Kirby y la tierra olvidada, és un videojoc de plataformes de la saga de Kirby, el primer en ser en 3D, per a la Nintendo Switch. Desenvolupat per HAL Laboratory, va ser publicat el 25 de març de 2022 per a celebrar els 30 anys del personatge.

## Jugabilitat
En aquest joc, en Kirby es desperta en una terra post-apocalíptica anomenada "La terra oblidada" que, tot i semblar abandonada, està ocupada per un "cos de bèsties" que han segrestat les criatures que hi habitaven i sembla que es vulguin venjar d'ell. La missió d'en Kirby, acompanyat d'un company volador anomenat Elfilin, serà derrotar-los, i per fer-ho, haurà de travessar diferents nivells, amb la diferència que aquest cop se situen en un món tridimensional. Com la majoria de jocs de Kirby, el personatge pot saltar i lliscar en el terra així com inhalar enemics per poder-los copiar els poders o escupir-los com si fossin projectils. Com a novetat, s'incorporen un sistema per millorar les habilitats copiades i la possibilitat de copiar o esdevenir directament objectes més grans com cotxes o màquines expenedores. Un segon jugador pot adoptar el rol de Bandana Waddle Dee, que pot ajudar al primer jugador amb la seva llança.
El joc no segueix estrictament la fórmula del món obert sinó que, per superar cada nivell, cal recuperar els Waddle Dees rescatats. Aquests tornaran al "hub" principal de joc, el Waddle Dee Land, que s'anirà ampliant a mesura que s'avanci en el joc, i farà que es desbloquegin minijocs. El joc permet l'ús d'amiibo.

## Desenvolupament
HAL Laboratory va insinuar públicament durant el 2020 que sortiria un nou joc de Kirby en motiu del 30è aniversari. El director general de Kirby Star Allies, Shinya Kumazaki, va considerar que iniciaria una nova etapa en la saga i que "recolliria els millors aspectes de Kirby".
El videojoc va ser anunciat de forma oficial el 23 de setembre de 2021, mitjançant una transmissió Nintendo Direct, si bé durant unes hores anteriors va aparèixer llistat per error al web oficial de Nintendo. De fet, durant les setmanes anteriors ja apareixien indicis que un nou joc de Kirby s'anunciaria aviat al web oficial del personatge. El 12 de gener de 2022, en un nou Nintendo Direct, es va publicar un altre tràiler de jugabilitat amb més profunditat i que va anunciar la data de llançament mundial del 25 de març de 2022. El 3 de març, es va disponibilitzar a la Nintendo eShop una demo gratuïta amb tres nivells, juntament amb un nou tràiler de jugabilitat.

## Recepció
A data de 23 de març de 2022, un dia anterior al llançament oficial, l'agregador Metacritic registrava 65 crítiques de la premsa especialitzada, la majoria favorables, amb una puntuació de 85 sobre 100 de mitjana. Molts d'aquests mitjans van considerar-lo dels millors jocs de Kirby creats mai. En concret, van destacar positivament la inclusió d'idees per a incentivar la exploració, com al fet d'explorar els nivells, els reptes i col·leccionables opcionals, per a demostrar que el joc no és buit en contingut. També es destacà la creixent dificultat comparat amb anteriors entregues de la sèrie, sobretot en les batalles, i com les habilitats de còpia i el Mouthful Mode hi combinen i donen varietat a la jugabilitat global. Algunes crítiques en relació al multijugador cooperatiu també foren favorables.
Algunes crítiques negatives menors es referiren al moviment lent d'en Kirby i poc vertical, l'excés de temàtiques de terra per als nivells i algunes batalles contra caps repetitives.
La nova habilitat d'en Kirby, que va ser anunciada el 9 de febrer de 2022 mitjançant un Nintendo Direct, que li permet absorbir objectes per adoptar la seva forma i habilitats, va esdevenir un mem d'internet. Els fans van batejar la transformació d'en Kirby en cotxe amb el nom de "Carby".